# Хипнотерапија
Хипнотерапија је терапеутска техника у којој се хипноза користи као главни метод који омогућава да се доспе до несвесних афеката и мисли, као и да се сугестијом уклоне извесни симптоми болести или поремећаја.